# Stacy Dragila
Stacy Renée Dragila (ur. 25 marca 1971 w Auburn) – amerykańska lekkoatletka specjalizująca się w skoku o tyczce. Zdobywczyni złotego medalu olimpijskiego z Sydney i olimpijka z Aten, dwukrotna złota medalistka mistrzostw świata, złota i srebrna medalistka halowych mistrzostw świata.
Wielokrotna rekordzistka świata w hali oraz na stadionie.

## Przebieg kariery
W 1995 roku zdobyła pierwszy w karierze medal mistrzostw kraju, w kolorze srebrnym, rok później zaś była mistrzynią kraju zarówno w hali, jak i na stadionie. W 1997 roku wystąpiła na halowym ogólnoświatowym czempionacie w Paryżu, tam zdobyła złoty medal i ustanowiła rezultatem 4,40 m nowy halowy rekord świata. Uczestniczyła w halowych mistrzostwach globu w Maebashi, gdzie tytułu mistrzyni nie obroniła (w finale zajęła 8. miejsce). Kilka miesięcy później wzięła udział w mistrzostwach świata w Sewilli, gdzie zdobyła złoty medal oraz wyrównała wynikiem 4,60 m absolutny rekord globu (w lutym 1999 roku ten sam wynik na hali osiągnęła Emma George).
Uczestniczyła w igrzyskach olimpijskich w Sydney, gdzie konkurs skoku o tyczce rozegrano po raz pierwszy w historii igrzysk. Na nich zdobyła złoty medal olimpijski, a w finale uzyskała 4,60 m i tym samym została posiadaczką rekordu olimpijskiego.
Na mistrzostwach świata rozgrywanych w Edmonton udało się jej obronić tytuł mistrzyni, wynikiem 4,75 m ustanowiła nowy rekord światowego czempionatu. Podczas mistrzostw globu w Paryżu zajęła 4. miejsce, natomiast na halowych mistrzostwach świata w Budapeszcie po siedmiu latach przerwy ponownie została medalistką zawodów tej rangi (wywalczyła srebrny medal). Brała udział w igrzyskach olimpijskich w Atenach, tamtejszy występ zakończyła w fazie eliminacji, z wynikiem 4,30 m zajęła 7. miejsce w swej grupie i 19. miejsce w gronie wszystkich tyczkarek.
Po raz ostatni w zawodach lekkoatletycznych wystąpiła podczas rozgrywanego w Paryżu wielomeczu DécaNation, w ramach którego w swej specjalności zajęła 2. miejsce. Tuż po tych zmaganiach zakończyła karierę zawodniczą i postanowiła podjąć karierę trenerską.

## Osiągnięcia
| Rok     | Zawody                    | Miasto     | Miejsce | Wynik |
| ------- | ------------------------- | ---------- | ------- | ----- |
| 1997    | Halowe mistrzostwa świata | Paryż      | złoto   | 4,40  |
| 1998    | Igrzyska dobrej woli      | Nowy Jork  | NH      | N/A   |
| 1999    | Halowe mistrzostwa świata | Maebashi   | 8.      | 4,35  |
| 1999    | Mistrzostwa świata        | Sewilla    | złoto   | 4,60  |
| 2000    | Igrzyska olimpijskie      | Sydney     | złoto   | 4,60  |
| 2001    | Halowe mistrzostwa świata | Lizbona    | 4.      | 4,51  |
| 2001    | Mistrzostwa świata        | Edmonton   | złoto   | 4,75  |
| 2001    | Igrzyska dobrej woli      | Brisbane   | złoto   | 4,55  |
| 2001    | Finał Grand Prix IAAF     | Melbourne  | złoto   | 4,50  |
| 2003    | Halowe mistrzostwa świata | Birmingham | NH H    | N/A   |
| 2003    | Mistrzostwa świata        | Paryż      | 4.      | 4,55  |
| 2003    | Światowy Finał IAAF       | Monako     | brąz    | 4,50  |
| 2004    | Halowe mistrzostwa świata | Budapeszt  | srebro  | 4,81  |
| 2004    | Igrzyska olimpijskie      | Ateny      | 7. H    | 4,30  |
| 2005    | Mistrzostwa świata        | Helsinki   | 8. H    | 4,40  |
| 2009    | Mistrzostwa świata        | Berlin     | 9. H    | 4,25  |
| Źródło: |                           |            |         |       |

Podczas swej kariery zdobyła szesnaście tytułów mistrzyni kraju, w tym siedem w hali.

## Rekordy życiowe
Rekord życiowy zawodniczki to 4,83 m i został on ustanowiony 8 czerwca 2004 roku w Ostrawie. Wielokrotnie biła rekordy świata na stadionie i w hali, po raz ostatni uczyniła to 9 czerwca 2001 roku w Palo Alto rezultatem 4,81 m, który przetrwał do 13 lipca 2003 roku (jej rekord został pobity przez Rosjankę Jelenę Isinbajewą).

## Odznaczenia i wyróżnienia
W 2000 i 2001 roku została wybrana lekkoatletką roku na świecie w prestiżowym plebiscycie organizowanym przez miesięcznik Track & Field News.